# 津市立養正小学校
津市立養正小学校（つしりつ ようせいしょうがっこう）は、三重県津市にある公立小学校。三重県内で最も古い歴史を持つ小学校である。

## 沿革
- 1873年（明治6年）
  - 2月 - 「小学第1校」として、旧津藩藩校「有造館」の一部を用いて開校。
  - 7月 - 「安濃津学校」と改称。
- 1878年（明治11年）6月 - 「養正学校」と改称。
- 1892年（明治25年）10月 - 「津市養正尋常小学校」（大門町）として設置。
- 1895年（明治28年）7月 - 丸之内（現在の津城址前付近）に移転。
- 1917年（大正6年）4月 - 「津市養正尋常高等小学校」と改称。
- 1923年（大正12年）2月 - 創立50周年記念式典挙行。
- 1927年（昭和2年）1月 - 校舎が新築される
- 1941年（昭和16年）4月 - 国民学校令により、「津市養正国民学校」と改称。
- 1945年（昭和20年）7月 - 空襲により校舎全焼する。9月より修成国民学校の一部を借用し、授業再開。
- 1947年（昭和22年）
  - 4月 - 学制改革により、「津市立養正小学校」と改称。
  - 9月 - 丸之内に復興した校舎が完成し、移転。
- 1948年（昭和23年）2月 - 養正小学校PTA結成。
- 1952年（昭和27年）4月 - 戦災復興の都市計画に基づき、現在の校地に移転。
- 1953年（昭和28年）3月 - 現在の校歌制定。
- 1973年（昭和48年）2月 - 創立100周年記念事業を行う。
- 1985年（昭和60年）3月 - 新校舎第1期工事完成。
- 1987年（昭和62年）3月 - 第3期工事完成。
- 1990年（平成2年）
  - 2月 - 体育館完成。
  - 8月 - プール完成。
- 2016年（平成28年）9月 - トイレ大規模改修完了。
- 2023年（令和5年）2月4日 - 創立150周年記念式典挙行[1]。

## 通学区域と進学先中学校
出典

### 通学区域
- 丸之内
- 中央（共通学区の区域を除く）
- 東丸之内（敬和小学校学区に含まれる区域を除く）
- 大門（敬和小学校学区に含まれる区域及び共通学区の区域を除く）
- 北丸之内（共通学区の区域を除く）
- 丸之内養正町
- 西丸之内
- 南丸之内
- 鳥居町
- 広明町（一部）
- 観音寺町（一部）

以下は敬和小学校との共通学区となる地域
- 北丸之内（一部）
- 万町津
- 新立町津
- 北町津（一部）
- 中央（一部）
- 大門（一部）

### 進学先中学校
公立学校に進学する場合
- 津市立西橋内中学校

## 学校周辺
津市中心部に位置する。
- 玉置町公園
- 美良幼稚園
- 司法書士会館
- 安濃川
- ローソン
  - 津丸之内養正店
  - 津中央北店
- 三重県道42号津芸濃大山田線
- 三重弁護士会館
- NHK津放送局
- お城西公園
- 津市役所
- 津市教育委員会庁舎
- 津図書館
- 津地方検察庁
- 津地方裁判所

## アクセス
- 三重交通「津市役所NHK前」バス停から、徒歩約440m・約7分（直線距離は近いが、道路の関係でやや遠回りとなる）。
- 近鉄名古屋線津新町駅から、徒歩約1.1km・約17分。